# Distributed COM
Distributed COM（全称Distributed Component Object Model，缩写DCOM）是微軟的COM規格的網路化版本，又可以稱Network OLE，DCOM允許COM元件可以利用網路來傳輸資料，並且它是以二進位格式來傳輸，在效能表現上並不差，早期的微軟分散式應用程式技術中，DCOM是其中重要的介面之一，但是在網路安全開始被重視，並且企業開始架設防火牆開始，DCOM無法通過防火牆的缺點被嚴重的暴露出來，因此現在使用DCOM來開發的應用程式已經相當少，大多數都改用其他的分散式技術來取代。
DCOM當時的主要競爭對手為CORBA，以及其他具有RPC（Remote Procedure Call）能力的應用平台。
雖然DCOM的防火牆問題是一個不易解決的缺點，但它仍然是在部份軟體開發需求時的選擇之一，因此微軟接續開發的.NET Remoting，甚至於Windows Communication Foundation，也還是保留了在網路上以二進位方式傳輸物件的能力。